# Éghezée
Éghezée [egəze] (en wallon Inguèzéye) est une commune francophone de Belgique située en Région wallonne dans la province de Namur, ainsi qu'une localité où siège son administration. Elle se trouve à l’extrême Nord de la province, à la limite des provinces du Brabant wallon et de Liège.
La localité est arrosée par la Mehaigne, un affluent de la Meuse.

## Géographie

### Sections et villages
La commune comprend 16 sections et plusieurs hameaux.

#### Sections
| #  | Nom                  | Superficie (km²) | Habitants (2020) | Habitants par km² | Code INS |
| -- | -------------------- | ---------------- | ---------------- | ----------------- | -------- |
| 1  | Éghezée              | 5,86             | 2.379            | 406               | 92035A   |
| 2  | Longchamps           | 4,13             | 763              | 185               | 92035B   |
| 3  | Upigny               | 3,35             | 268              | 80                | 92035C   |
| 4  | Mehaigne             | 4,76             | 621              | 130               | 92035D   |
| 5  | Noville-sur-Mehaigne | 7,13             | 979              | 137               | 92035E   |
| 6  | Bolinne              | 5,10             | 838              | 164               | 92035F   |
| 7  | Taviers              | 5,50             | 794              | 144               | 92035G   |
| 8  | Boneffe              | 6,17             | 425              | 69                | 92035H   |
| 9  | Branchon             | 5,12             | 519              | 101               | 92035J   |
| 10 | Hanret               | 8,78             | 1.049            | 120               | 92035K   |
| 11 | Leuze                | 8,28             | 2.474            | 299               | 92035L   |
| 12 | Waret-la-Chaussée    | 6,14             | 1.171            | 191               | 92035M   |
| 13 | Dhuy                 | 10,56            | 1.398            | 132               | 92035N   |
| 14 | Saint-Germain        | 7,10             | 627              | 88                | 92035P   |
| 15 | Liernu               | 6,25             | 948              | 152               | 92035R   |
| 16 | Aische-en-Refail     | 8,99             | 1.194            | 133               | 92035S   |

### Hameaux
- Harlue (Bolinne).
- Les Boscailles (Dhuy).
- La Vallée (Hanret).
- Franquenée (Taviers).

### Communes limitrophes
|          | Perwez - Ramillies - Orp-Jauche | Wasseiges  |
| Gembloux | Éghezée                         | Fernelmont |
|          | Namur - La Bruyère              |            |

### Localisation
Deux grands axes autoroutiers sont accessibles : l’E411 (vers Bruxelles et vers Luxembourg) et l’E42 (vers Liège et vers Charleroi-Mons-Tournai). Le centre-ville se trouve à :
- 15 km de Namur ;
- 17 km de Gembloux ;
- 20 km d'Andenne ;
- 25 km de Louvain-la-Neuve ;
- 45 km de Charleroi ;
- 60 km de Bruxelles ;
- 60 km de Liège.

## Population et évolution démographique

### Démographie: Avant la fusion des communes
- Source: DGS recensements population

### Démographie: Commune fusionnée
En tenant compte des anciennes communes entraînées dans la fusion de communes de 1977, on peut dresser l'évolution suivante:
Les chiffres des années 1831 à 1970 tiennent compte des chiffres des anciennes communes fusionnées.
- Source: DGS , de 1831 à 1981=recensements population; à partir de 1990 = nombre d'habitants chaque 1 janvier[2]

## Politique et administration

### Conseil et collège communal 2024-2030
Ci-dessous, le tableau des résultats des élections communales de 2024.
| Parti | Parti     | Voix (2024) | Voix (2018) | % (2024) | % (2018) | +/-    | Sièges  | +/- | Collège |
| ----- | --------- | ----------- | ----------- | -------- | -------- | ------ | ------- | --- | ------- |
|       | ECOLO     | 628         | 1.356       | 5,70%    | 12,85%   | 7.15 % | 0 / 25  | 3.0 | Non     |
|       | IC        | 2.990       | 2.241       | 27,14%   | 21,23%   | 5.91 % | 7 / 25  | 2.0 | Non     |
|       | Pour 5310 | 1.370       | -           | 12,43%   | -        | 0.0 %  | 2 / 25  | 2.0 | Non     |
|       | EPV       | 6.030       | 4.724       | 54,73%   | 44,76%   | 9.97 % | 16 / 25 | 3.0 | Oui     |
|       | PS        | -           | 1.171       | -        | 11,09%   | 0.0 %  | - / 25  | 2.0 | Non     |
|       | LDP       | -           | 1.063       | -        | 10,07%   | 0.0 %  | - / 25  | 2.0 | Non     |
| Total | Total     | 11 018      | 10 555      | 100 %    | 100 %    |        | 25      |     |         |

| Collège communal   |                       |                                 |
| ------------------ | --------------------- | ------------------------------- |
| Bourgmestre        | Rudy Delhaise         | MR - Ensemble Pour Vos Villages |
| 1er Échevin        | Michel Dubuisson      | MR - Ensemble Pour Vos Villages |
| 2e Échevin         | David Hougardy        | Ensemble Pour Vos Villages      |
| 3e Échevine        | Catherine Simon-Henin | Ensemble Pour Vos Villages      |
| 4e Échevin         | Stéphane Collignon    | Ensemble Pour Vos Villages      |
| 5e Échevin         | Baptiste Dubuisson    | Ensemble Pour Vos Villages      |
| Présidente du CPAS | Véronique Vercoutere  | Ensemble Pour Vos Villages      |

## Héraldique
La commune d'Eghezée ne fait pas usage d'armoiries.

## Patrimoine et culture

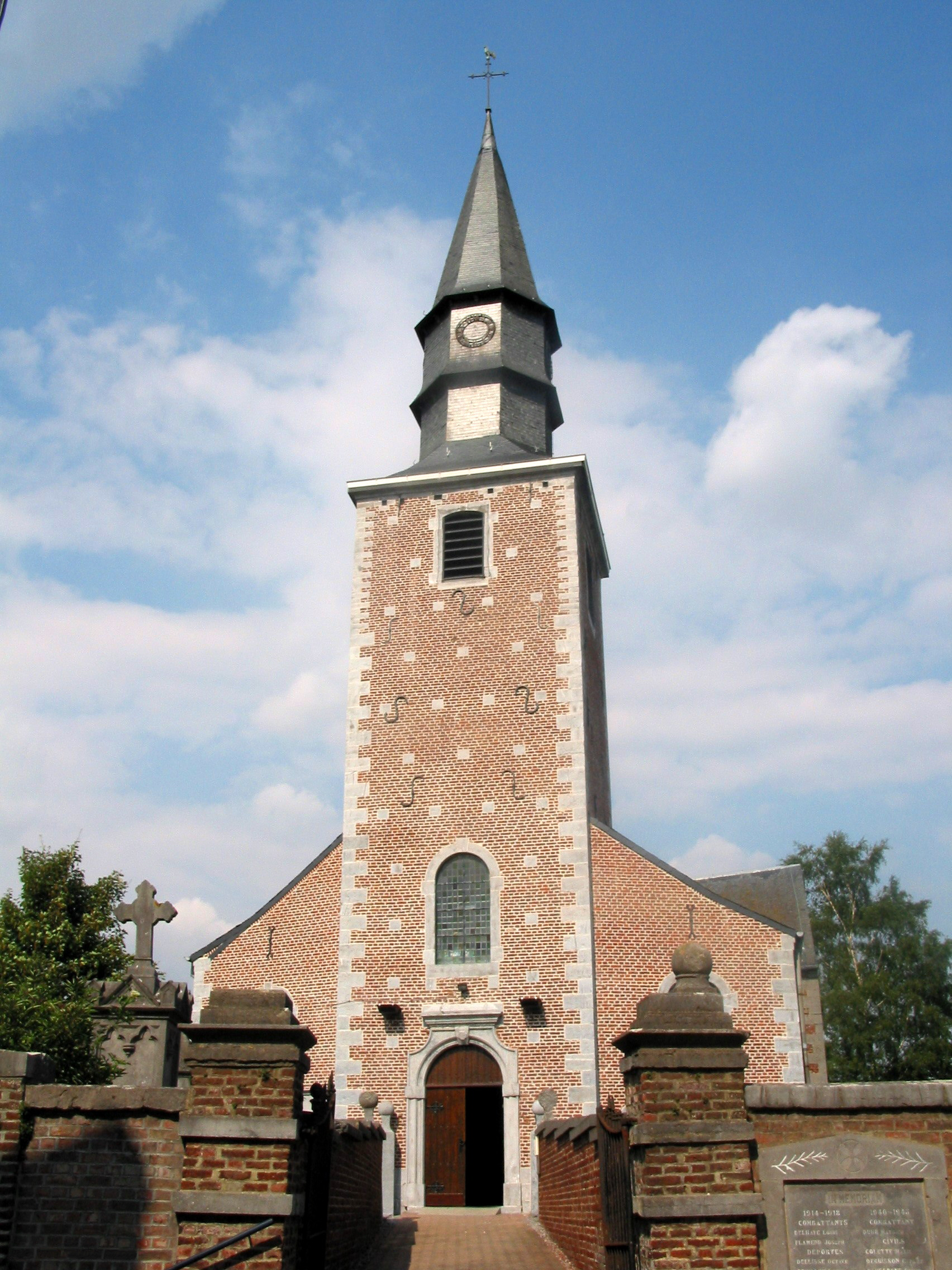
L’église Saint-Hubert.

### Patrimoine architectural
- Eglise Saint-Hubert. Construite en 1686, le chœur fut allongée en 1845[5].
- Château de Frocourt. Construit par Louis de Beaurieu, seigneur de Frocourt et de sa femme Marie de la Ruelle au début du XVIIe siècle[6].
- Ferme de Frocourt, située à côté du château. Bâtiments remontant au XVIIIe siècle, hormis le logis daté par ancres de 1811[6].

### Culture
La commune d'Eghezée abrite un centre culturel : l'Ecrin.

#### Médias
La commune possède sa radio locale : Fréquence Éghezée, l'entité fait également partie de la zone de couverture d'UpRadio.

## Personnalités
- Léon Hanolet (1859-1908), officier de l’État indépendant du Congo.
- Georges Croquet (1862-1936) : homme politique libéral et industriel.